# Johannes van Angeren

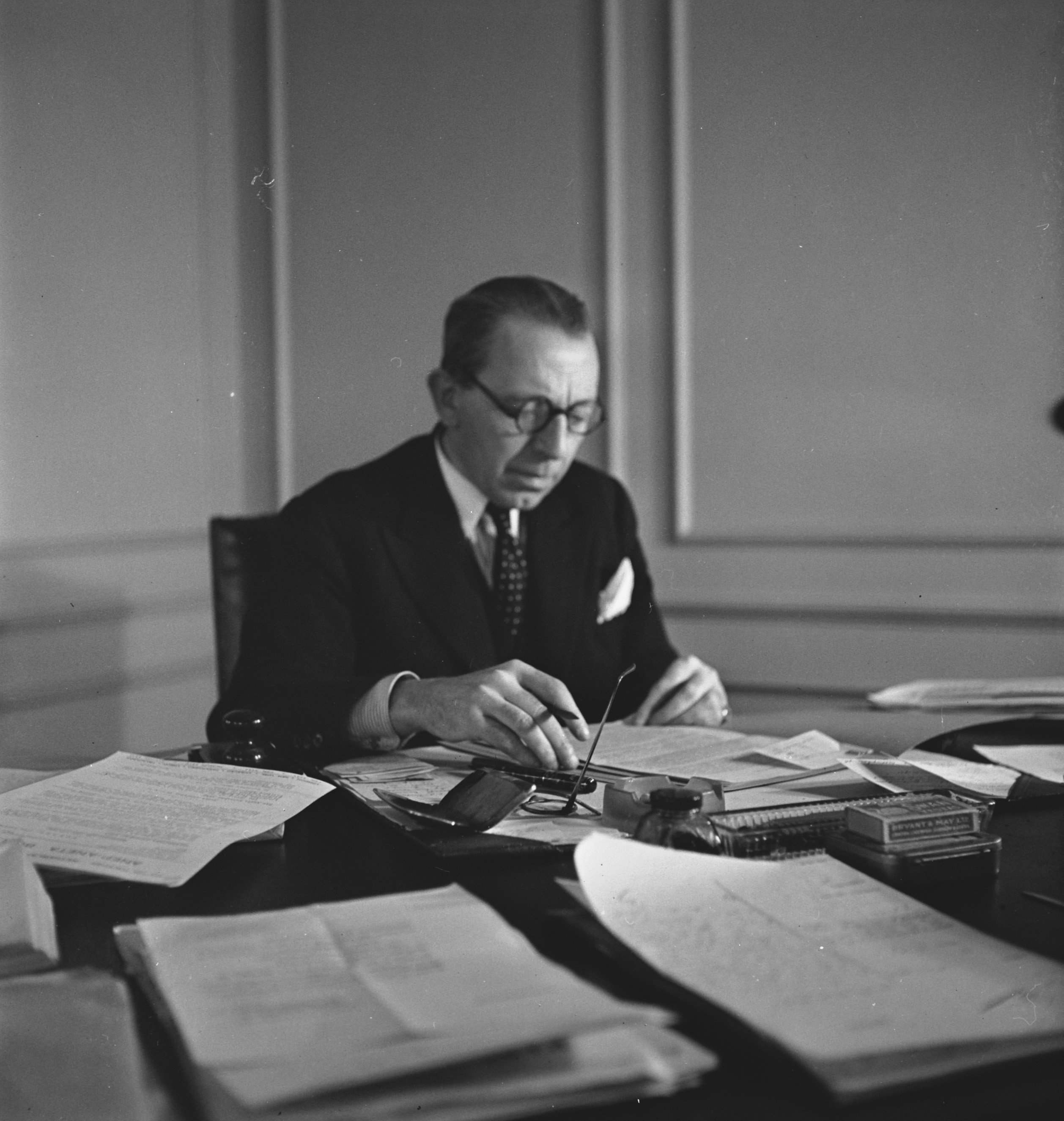
Johannes van Angeren

Johannes Regnerus Maria van Angeren (* 9. Mai 1894 in Utrecht; † 19. März 1959 in Den Haag) war ein niederländischer Politiker. Von 1941 bis 1944 war er Justizminister der niederländischen Exilregierung.

## Leben und Tätigkeit
Van Angeren studierte Rechtswissenschaften und wurde anschließend Rechtsanwalt. Er wechselte schließlich in den Staatsdienst und stieg 1937 zum Generalsekretär des Justizministeriums auf.
Angesichts der deutschen Invasion der Niederlande im Mai 1940 floh van Angeren nach Großbritannien. In London wurde er in die niederländische Exilregierung aufgenommen und am 21. Februar 1942 als Nachfolger von Gerbrandy zum Justizminister ernannt. Er schied am 11. Juli 1944 nach Differenzen mit der niederländischen Königin Wilhelmina aus der Regierung aus.
Von den nationalsozialistischen Polizeiorganen wurde van Angeren nach seiner Flucht als Staatsfeind eingestuft: Im Frühjahr 1940 setzte das Reichssicherheitshauptamt in Berlin ihn auf die Sonderfahndungsliste G.B., ein Verzeichnis von Personen, die im Falle einer erfolgreichen deutschen Invasion Großbritanniens durch die Sonderkommandos der SS-Einsatzgruppen mit besonderer Priorität ausfindig gemacht und verhaftet werden sollten.

## Schriften
- Administratie in judicieele vormen, 1921.